# Jażewicze
Jażewicze (biał. Яжавічы, Jażawiczy; ros. Яжевичи, Jażewiczi) – wieś na Białorusi, w obwodzie mińskim, w rejonie kleckim, w sielsowiecie Szczepicze, przy drodze republikańskiej R103.

## Historia
W dwudziestoleciu międzywojennym leżały w Polsce, w województwie nowogródzkim, w powiecie nieświeskim, w gminie Kleck. W 1921 miejscowość liczyła 339 mieszkańców, zamieszkałych w 60 budynkach, w tym 321 Polaków, 10 Białorusinów i 8 Żydów. 267 mieszkańców było wyznania prawosławnego, 64 rzymskokatolickiego i 8 mojżeszowego.
Po II wojnie światowej w granicach Związku Sowieckiego. Od 1991 w niepodległej Białorusi.

## Ludzie związani z miejscowością
- Wincenty Danisewicz – porucznik Wojska Polskiego, kawaler Orderu Virtuti Militari; urodzony w Jażewiczach